# Christopher Goscha
Christopher E. Goscha est un historien américano-canadien, spécialiste de la péninsule indochinoise. Professeur titulaire à l’Université du Québec à Montréal (UQÀM), il s'intéresse en particulier au contexte international et transnational de la colonisation et de la décolonisation de l’Indochine française.

## Biographie
Christopher Goscha est né en 1965. Sa famille est originaire du Kansas aux États-Unis.

### Études
De 1983 à 1987, il fait ses études universitaires à l’École des Affaires étrangères de l'Université de Georgetown à Washington D.C. aux États-Unis. À partir de 1988, il poursuit en Master à l'Université nationale australienne à Canberra où il soutient un mémoire intitulé "Thailand and the Vietnamese resistance against the French, 1885-1949" en 1991. Il obtient son Diplôme d'études approfondies (DEA) en 1994 en France à l'Université Diderot Paris VII. Son mémoire de DEA sous la direction de Pierre Brocheux, intitulé Le premier échec contre-révolutionnaire au Vietnam porte sur la culture nationale non-communiste dans ce pays (1925-1947).
Il séjourne pendant plusieurs années dans la péninsule indochinoise sur ces terrains de recherche notamment en Thaïlande, au Laos et au Viêt Nam. Il a notamment suivi une formation linguistique intensive à l'Université Nationale du Viêt-Nam à Hanoi.
En 2000, il soutient sa thèse de doctorat à l’École Pratique des Hautes Études (IVème Section, sciences historiques et philologiques) sous la direction de Nguyễn Thế Anh. Intitulée « Le contexte asiatique de la guerre franco-vietnamienne : Réseaux, relations et économie (1945-1954) », il étudie la guerre d'Indochine dans une perspective transnationale car, selon lui, « on ne peut comprendre la guerre franco-vietnamienne (1945-1954) sans la replacer dans un contexte asiatique plus large », développant ainsi une approche proche de celle de Denys Lombard (Le carrefour javanais).

### Enseignements et recherches
Il rejoint le département d'histoire de l'UQÀM en 2004. Il y enseigne principalement sur l’Asie et les relations internationales.
Ses principaux sujets de recherche et ses cours portent sur :
- La colonisation et la décolonisation en Asie du Sud-Est
- Les identités nationales au Laos, au Cambodge et au Vietnam
- Guerre et société : Vietnam, Laos et Cambodge (1940-1998)
- Les relations internationales[4]

La perspective transnationale qu'il adopte dans ses études sur la guerre d'Indochine renouvelle l'historiographie sur ce conflit. Dans son ouvrage clé Vietnam, un État né de la guerre 1945-1954, publié en 2011, il étudie « la construction de l’appareil étatique vietnamien en délaissant le face-à-face guerrier entre colonisés et colonisateurs » et la problématique classique opposant nationalisme et communisme.
Depuis 1995, il a publié et dirigé une douzaine d'ouvrages. Il co-dirige avec Fredrik Logevall la collection « From Indochina to Vietnam: Revolution and War in a Global Perspective » aux presses universitaires de Californie à Berkeley. En 2012, sa publication Historical dictionary of the Indochina War (1945-1954): an international and interdisciplinary approach fait partie de la prestigieuse liste des Outstanding Academic Titles 2012 dressée par le magazine américain Choice,. Ce premier dictionnaire multidisciplinaire thématique sur la guerre d'Indochine a ensuite été mis en ligne sur le site de l'Université du Québec à Montréal.
Dans son ouvrage Indochine ou Vietnam ? (Vendémiaire, 2015), il questionne le concept d'Indochine française en analysant les rapports entre Vietnamiens, Cambodgiens et Laotiens et il démontre comment l'expansionnisme vietnamien se forge sur le projet colonial indochinois.
Christopher E. Goscha est par ailleurs chercheur associé à l'Institut d'Asie Orientale à Lyon. Il a rédigé pour les éditions Penguin, une histoire du Viêt Nam moderne et contemporain. Il a présenté sa nouvelle approche de l'histoire du Viêt-Nam lors d'une conférence à Cornell University le 5 mai 2016 dans le cadres des échanges Voices on Vietnam. Une édition américaine de cet ouvrage, intitulée "Vietnam, a New History" est programmée pour août 2016.

## Principales publications
- Christopher E. Goscha & Thomas Engelberg, Falling Out of Touch. A study on Vietnamese communist policy towards an emerging Cambodian communist movement, 1930-1975, Clayton, Victoria : Centre of Southeast Asian studies, Monash Asia Institute, Monash university, Monash Paper 35, 1995, 165 p.
- Christopher E. Goscha, Vietnam or Indochina? Contesting Concepts of Space in Vietnamese Nationalism, 1887-1954, Copenhague : Nordic Institute of Asian Studies, 1995, 154 p.
- Christopher E. Goscha, Thailand and the Southeast Asian Networks of the Vietnamese Revolution (1885-1954), Richmond : Curzon Press, 1999, 418 p.
- Christopher E. Goscha & Maurice Vaïsse (sous la dir.), La guerre du Vietnam et l’Europe (1963-1973), Bruxelles, Paris : Bruylant, L.G.D.J., 2003, 491 p.
- Christopher E. Goscha & Søren Ivarsson (eds), Contesting Visions of the Lao Past. Lao Historiography at the Crossroads, Copenhague, London : Nordic Institute of Asian Studies / Taylor & Francis, 2003, 326 p.
- Christopher E. Goscha & Benoît de Tréglodé (sous la dir.), Le Viêt Nam depuis 1945 = The birth of a Party-State / Vietnam since 1945 : naissance d'un Etat-Parti, Paris : Les Indes Savantes, 2004, 463 p.
- Christopher E. Goscha & David Chandler (sous la dir.), L’espace d’un regard : l'Asie de Paul Mus (1902-1969), Paris : Les Indes Savantes, 2006, 335 p.
- Christopher E. Goscha & Christian F. Ostermann (eds), Connecting Histories. Decolonization and the Cold War in Southeast Asia, 1945-1962, Washington D.C., Stanford : Woodrow Wilson Center / Stanford  University Press, 2009, 450 p.
- Christopher E. Goscha & Karine Laplante (eds), L’échec de la paix en Indochine = The failure of peace in Indochina, 1954-1962, Paris : Les Indes Savantes, 2010, 406 p.
- Christopher E. Goscha, Historical Dictionary of the Indochina War: An International and Interdisciplinary Approach (1945-1954), Honolulu, Copenhagen : University of Hawaii Press / Nordic Institute of Asian Studies, 2011 et 2012, 564 p.
- Christopher E. Goscha, Vietnam, un Etat né de la guerre, 1945-1954, Paris : Armand Colin, 2011, 558 p. Traduit de l'anglais par Agathe Larcher-Goscha.
- Christopher E. Goscha, Going Indochinese: Contesting Concepts of Space and Place in French Indochina, 1885-1945, Copenhagen : Nordic Institute of Asian Studies, NIAS Classic series no. 3, 2012, 163 p. Ouvrage traduit en français sous le titre Indochine ou Vietnam (Paris, Vendémiaire, 2015).
- Christopher E. Goscha (sous la dir.), Vietnam, de l'insurrection à la dictature (1920-2012), Paris : Vendémiaire, coll. Essais, 2013, 553 p. Numéro de la revue Communisme, année 2013.
- Christopher Goscha, The Penguin History of Modern Vietnam, London, Peguin Books, 2016, 672 p.
- Christopher Goscha, Vietnam, a New History, New York, Basic Books, 2016, 592 p.